# 黒島神社 (姶良市)
黒島神社（くろしまじんじゃ）は、鹿児島県姶良市上名に所在する神社である。

## 祭神
多祇留姫・多祇津姫・大名持命・応神天皇・神功皇后を祀る。

## 沿革
神社誌では和銅元年（708年）2月29日創建とあるが、干支に誤りがあることから確実ではないとされる。福岡県の志賀島から鈴木三郎政氏、四郎政良がこの地域に移り住んだ際に、弟の四郎政良が山田地区（姶良町の上名・下名地区）の開拓に当たったとされ、彼が神社を創建したとされている。
もともとは社殿は山頂に築かれており、これに対して川の手前に拝殿が設けられていた。拝殿から社殿へ向かって木製の橋が架けられていたが、この橋は女性が渡ることが禁じられていた。
宝永6年（1709年）6月1日に山津波が起こり、社殿は壊滅した。この際に山腹付近に社殿が再建されている。享保3年（1718年）に寄進された石灯籠と、天明4年（1784年）6月25日に完成した石橋が残されている。この橋は市指定文化財となっている。文化11年（1814年）には供養塔が建てられている。
明治初期に女胎師神社・飛野妙見・石堂妙見を合祀した。大正2年（1913年）4月5日に現在地に移転しており、現在の社殿はこの時のものである。
宝物として刀剣四振と鎧一領があったが、刀剣は盗難に遭い、鎧はボロボロの状態になってしまっていたことから、昭和43年（1968年）に50万円で売却して神社の基金に組み入れられた。

## 伝説

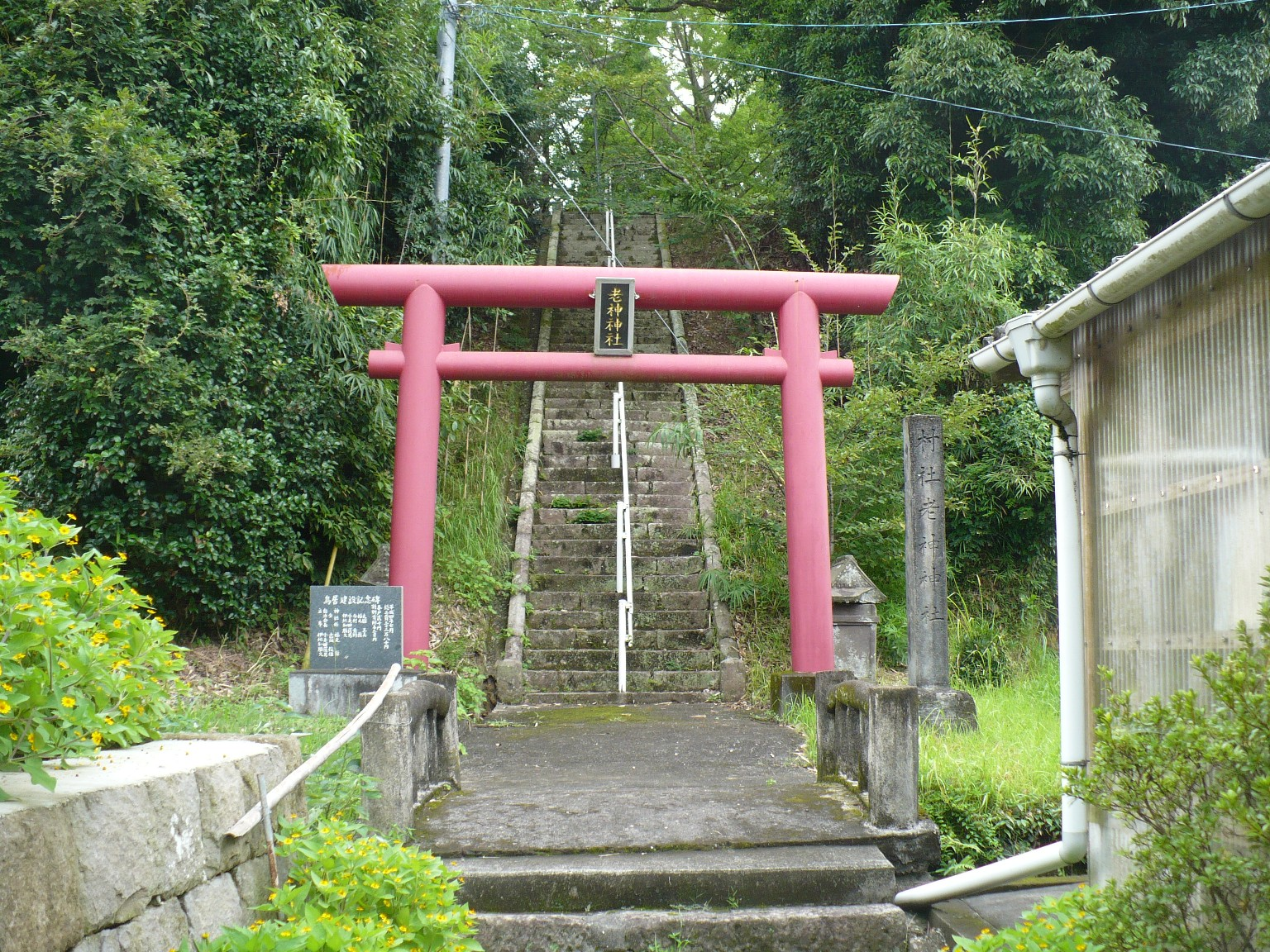
老神神社

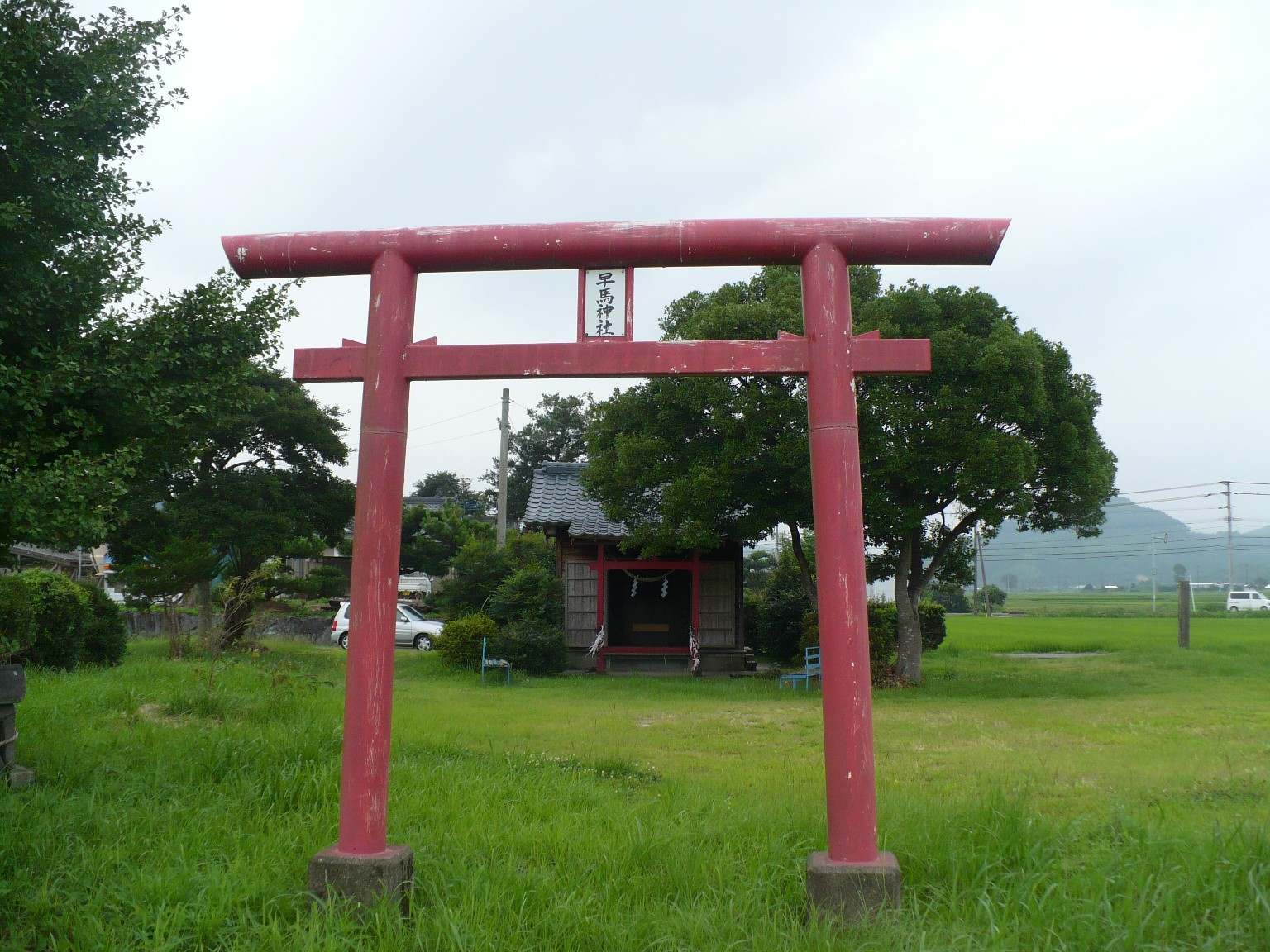
早馬神社

姶良市中津野に所在する老神（おいかみ）神社の神様と黒島神社の神様の間で、あるとき住吉池の所有権を巡って争いになった。住吉池へ先にたどり着いたものが池の所有権を得るという競争をして決着を付けることになり、池に近い老神神社からは牛に乗って、遠い黒島神社からは馬に乗って行くことになった。しかし、黒島神社の神様は相手はどうせ遅い牛に乗っているからと油断をしてゆっくり行ったところ負けてしまい、住吉池は老神神社の所有になったという言い伝えがある。帰り道に怒った黒島神社の神様が乗ってきた馬を蹴飛ばし、飛んでいって落ちたところが豊留にある早馬（はやま）神社の場所であるとされる。